# 피고인 (드라마)
《피고인》은 2017년 1월 23일부터 2017년 3월 21일까지 SBS에서 방영된 월화 드라마인데 2017년 12월 열린 제 30회 한국방송작가상 드라마 부문 최종 후보에 올랐으나 "단수집필자에 의해 쓰여진 순수 창작물 위주"라는 한국방송작가상 규정에서 미달되어 탈락했다.
한편, SBS 자회사인 더 스토리웍스에서 처음 외주제작한 미니시리즈(월화)였는데 SBS는 해당 작품에 앞서 미녀 공심이를 첫 미니시리즈(수목)로 내보낼 예정이었으나 갑작스럽게 미세스 캅 2 후속 주말 특별기획 드라마로 편성이 바뀌어 좌절됐고 당시 미녀 공심이 자리에는 딴따라가 대타로 들어갔다.

## 줄거리
딸 부부를 거짓 살해한 혐의로 사형수에 오른 검사 출신 박정우가 기억상실로 잃어버린 4개월의 시간을 기억하기 위해 인생 최악의 딜레마에 빠진 차민호와 사투를 벌이고 있다.

## 등장 인물

### 주요 인물
- 지성 : 박정우 역 - 검사 → 죄수 → 검사복직 (서울중앙지검 특수부)
- 엄기준
- 차민호 (젊은 시절 : 한기웅) 역 - 차명그룹 차남이자 부사장 → 대표 → 회장 → 사형선고를 받고 교도소에 수감된 사형수
- 차선호 (젊은 시절 : 한기원) 역 † - 차명그룹 장남이자 대표, 민호의 일란성 쌍둥이 형, 민호에 의해 민호의 신분으로 사망
- 권유리 : 서은혜 역 (아역 : 최유리)
- 오창석 : 강준혁 역
- 엄현경 : 나연희 역 - 선호의 아내이자 민호의 첫사랑, 은수의 엄마

### 박정우 주변 인물
- 손여은 : 윤지수 역 † - 정우의 아내이자 하연의 엄마, 차민호에게 살해당한 피해자
- 신린아 : 박하연 역 - 정우와 지수의 딸
- 강태성 : 윤태수 역 - 정우의 처남이자 지수의 남동생, 하연의 외삼촌, 월정교도소 소속 교도관
- 성병숙 : 오정희 역 - 지수와 태수의 어머니이자 정우의 장모, 하연의 외할머니

### 검찰
- 박호산 : 최대홍 역
- 이신성 : 고동윤 역
- 한지우 : 여민경 역

### 차명그룹
- 장광 : 차영운 역 † - 선호와 민호의 아버지
- 예수정 : 명금자 역 - 영운의 아내이자 선호와 민호의 어머니
- 김경남 : 김정훈 역 - 선호의 수행비서

### 감방 식구들
- 윤용현 : 방장 역
- 우현 : 한상욱 / 밀양 역
- 오대환 : 천필재 / 뭉치 역
- 조재룡 : 우병주 / 우럭 역
- 김민석 : 이성규 역 † - 차민호의 살인교사 피해자
- 조재윤 : 신철식 역
- 손광업 : 김규철 교도소장 역
- 김승훈 : 박관태 보안과장 역

### 그 외 인물들
- 백지원 : 서은혜의 이모 역
- 서인성 : 차은수 역 - 민호와 연희의 친아들
- 전석찬 : 박진호 교도관 역
- 박영수 : 변호사 역
- 정동규 : 정한섭 차장검사 역
- 정현석 : 김상현 교도관 역
- 오승훈 : 김석 역 - 차민호의 살인 및 살인교사를 도운 공범
- 이정헌 : 여성수 역
- 한규원 : 이찬영 역 - 펜싱 선수, 차민호에게 폭행당한 피해자
- 송재룡 : 너구리 역
- 이규섭
- 미석
- 변건우
- 이진권
- 금광산 : 감방 덩치 역
- 서정연 : 김선화 역
- 김상일
- 신명진
- 서광재
- 김현
- 정수인 : 연희친구 역
- 진현광 : 검사 역
- 박팔영 : 지검장 역
- 안수빈 : 별장에서 차민호에게 살해당한 피해자 역
- 박건락
- 정우진
- 이상훈
- 이기호
- 홍원표
- 최현종
- 한갑수 : 판사 역
- 이시언 : 박기태 역
- 김정영 : 한상욱(밀양)의 아내 역
- 민준호
- 정강희 : 중국집 배달원 역
- 김종태 : 정우영 역 † - 국립과학수사연구원 소속, 사망한 차선호 담당 부검의, 차민호의 살인교사 피해자
- 이화룡 : 서신목 역 - 서은혜의 아버지, 아내를 죽였다는 누명을 쓰고 교도소에 수감중인 사형수
- 김미경 : 강준혁의 어머니 역
- 한기중 : 나진욱 역 † - 나연희의 아버지

### 특별 출연
- 김환 : 뉴스 앵커 역
- 서동원 : 오종민 형사 역
- 오연아 : 제니퍼 리 역 † - 차선호의 옛 연인, 차민호에게 살해당한 피해자
- 이덕화 : 2460 역
- 황영희 : 천필재(뭉치)의 누나 역

## 일본판 성우진
- 우치다 유야 : 박정우(지성)
- 타카하시 히데노리 : 차선호 & 차민호(엄기준)
- 토다 메구미 : 서은혜(권유리)
- 이시카리 유우키 : 강준혁(오창석)
- 하세가와 노도카 : 나연희(엄현경)

## 시청률
최저 시청률과 최고 시청률은 시청률 조사회사와 지역별로 시청률에 차이가 있을 수 있습니다.
| 2017년      | 2017년      | 2017년         | 2017년       | 2017년         | 2017년       |
| 회차        | 방송일      | TNmS 시청률    | TNmS 시청률  | AGB 시청률     | AGB 시청률   |
| 회차        | 방송일      | 대한민국(전국) | 서울(수도권) | 대한민국(전국) | 서울(수도권) |
| ----------- | ----------- | -------------- | ------------ | -------------- | ------------ |
| 제1회       | 1월 23일    | 11.9%          | 13.9%        | 14.5%          | 16.3%        |
| 제2회       | 1월 24일    | 12.9%          | 15.1%        | 14.9%          | 16.1%        |
| 제3회       | 1월 30일    | 12.8%          | 15.1%        | 17.3%          | 18.2%        |
| 제4회       | 1월 31일    | 14.8%          | 17.8%        | 18.7%          | 20.8%        |
| 제5회       | 2월 6일     | 14.2%          | 16.3%        | 18.6%          | 19.6%        |
| 제6회       | 2월 7일     | 15.3%          | 18.5%        | 18.6%          | 19.6%        |
| 제7회       | 2월 13일    | 15.8%          | 18.9%        | 20.9%          | 22.4%        |
| 제8회       | 2월 14일    | 16.6%          | 20.2%        | 22.2%          | 23.8%        |
| 제9회       | 2월 20일    | 15.9%          | 20.0%        | 21.4%          | 23.1%        |
| 제10회      | 2월 21일    | 16.8%          | 20.4%        | 22.2%          | 23.4%        |
| 제11회      | 2월 27일    | 19.8%          | 22.7%        | 23.3%          | 24.6%        |
| 제12회      | 2월 28일    | 19.0%          | 22.1%        | 22.9%          | 23.9%        |
| 제13회      | 3월 6일     | 18.8%          | 22.2%        | 23.7%          | 25.4%        |
| 제14회      | 3월 7일     | 20.1%          | 24.3%        | 24.9%          | 26.1%        |
| 제15회      | 3월 13일    | 20.3%          | 23.5%        | 25.6%          | 27.1%        |
| 제16회      | 3월 14일    | 21.3%          | 24.6%        | 25.4%          | 27.1%        |
| 제17회      | 3월 20일    | 24.8%          | 29.0%        | 27.0%          | 28.8%        |
| 제18회      | 3월 21일    | 26.6%          | 30.3%        | 28.3%          | 29.7%        |
| 평균 시청률 | 평균 시청률 | 17.7%          | 20.8%        | 21.7%          | 23.1%        |

## 참고 사항
- 해당 작품 외에도 전작 낭만닥터 김사부가 제 30회 한국방송작가상 드라마 부문 최종 후보에 올랐지만[6] "한번 드라마 작가상을 받은 사람은 다시 받을 수 없다"는 규정에 걸려[7] 탈락했고 우여곡절 끝에 제 30회 한국방송작가상 드라마 부문 최종 수상작은 해당 작품의 후속작인 귓속말이 됐다
- 지성과 권유리는 킬미힐미에서 잠깐 만난 후 이 작품으로 재회하였다.

.
- 오창석, 오대환, 금광산, 추헌엽은 tvN 불금불토스페셜 《안투라지》 이후로 1년 만에 재회하는 작품이다.

## 연장
- 2017년 2월 21일 : 피고인은 당초 16부작으로 종영할 예정이었지만, 작품의 완성도를 높이기 위해, 18부작으로 변경 및 확정되었다.

## 수상 경력
- 2017년 제1회 더 서울어워즈 드라마부문 남우주연상 (지성)
- 2017년 제1회 더 서울어워즈 드라마부문 남우신인상 (김민석)
- 2017년 제25회 대한민국문화연예대상 드라마부문 작품상
- 2017년 제25회 대한민국문화연예대상 드라마부문 PD상 (조영광)
- 2017년 SBS 연기대상 대상 (지성)
- 2017년 SBS 연기대상 작품상
- 2017년 SBS 연기대상 캐릭터연기상 (엄기준)

## 동시간대 드라마
- KBS 월화드라마
  - 《화랑》 : 2016년 12월 19일 ~ 2017년 2월 21일
  - 《완벽한 아내》 : 2017년 2월 27일 ~ 2017년 5월 2일

- MBC 월화드라마
  - 《불야성》 : 2016년 11월 21일 ~ 2017년 1월 24일
  - 《역적 : 백성을 훔친 도적》 : 2017년 1월 30일 ~ 2017년 5월 16일